# Nam Ban Lâm Hà
Xã Nam Ban Lâm Hà là một xã thuộc tỉnh Lâm Đồng, Việt Nam.

## Địa lý
Xã Nam Ban Lâm Hà có vị trí địa lý:
- Phía đông giáp xã Hiệp Thạnh
- Phía tây giáp xã Nam Hà Lâm Hà
- Phía nam giáp xã Hiệp Thạnh và xã Tân Hội
- Phía bắc giáp phường Cam Ly - Đà Lạt và phường Xuân Hương - Đà Lạt.

Xã Nam Ban Lâm Hà có diện tích 117,54 km², dân số năm 2022 là 11.474 người, mật độ dân số đạt 563 người/km².
Xã Nam Ban Lâm Hà nằm trên thềm chuyển tiếp giữa cao nguyên với vùng bình nguyên, ở độ cao trung bình từ 800 – 1.000m so với mặt nước biển, địa hình đồi núi nhấp nhô, nhân dân sống tập trung hầu hết là ở giữa các khe nú, thung lũng.
Đất đai ở xã Nam Ban Lâm Hà phần lớn là đất feralit (Ferralsols) sắt, hay đất bazan. Đất đai nói chung khá màu mỡ. Phù hợp với sự phát triển của các cây công nghiệp dài ngày như: cà phê, chè, dâu tằm,... cũng như các loại cây ngắn ngày khác như: khoai lang, đậu phộng,...
Dân cư của xã tập trung chủ yếu tại các khu phố ngay trục đường 725.

## Hành chính
Thị trấn Nam Ban được chia thành 10 khu phố: Ba Đình, Bạch Đằng, Chi Lăng, Đông Anh 1, Đông Anh 2, Đông Anh 3, Đống Đa, Thăng Long, Từ Liêm 1, Từ Liêm 2.

## Lịch sử
Ngày 19 tháng 9 năm 1981, Hội đồng Bộ trưởng ban hành Quyết định số 77-HĐBT về việc thành lập thị trấn Nông trường Nam Ban trên cơ sở vùng kinh tế mới (khi đó là trung tâm của Vùng kinh tế mới Hà Nội tại Lâm Đồng).
Ngày 24 tháng 10 năm 1987, Hội đồng Bộ trưởng ban hành Quyết định số 157-HĐBT về việc:
- Thành lập thị trấn Nam Ban và xã Mê Linh trên cơ sở thị trấn Nông trường Nam Ban.
- Chuyển thị trấn Nam Ban thuộc huyện Đức Trọng về huyện Lâm Hà mới thành lập quản lý.

Ngày 31 tháng 12 năm 2002, Chính phủ ban hành Nghị định số 112/2002/NĐ-CP về việc thành lập xã Nam Hà trên cơ sở 2.345 ha diện tích tự nhiên và 4.103 nhân khẩu của thị trấn Nam Ban.
Thị trấn Nam Ban còn lại là 2.089 ha diện tích tự nhiên và 10.912 nhân khẩu.
Ngày 21 tháng 12 năm 2015, UBND tỉnh Lâm Đồng ban hành Quyết định số 2739/QĐ-UBND về việc công nhận thị trấn Nam Ban là đô thị loại V.
Ngày 21 tháng 1 năm 2020, HĐND tỉnh Lâm Đồng ban hành Nghị quyết số 166/NQ-HĐND về việc:
- Sáp nhập tổ dân phố Đông Anh 5 vào tổ dân phố Đông Anh 3.
- Sáp nhập tổ dân phố Từ Liêm 4 vào tổ dân phố Từ Liêm 2.
- Thành lập tổ dân phố Chi Lăng trên cơ sở tổ dân phố Chi Lăng 3 và tổ dân phố Thành Công.

Ngày 9 tháng 12 năm 2022, HĐND tỉnh Lâm Đồng ban hành Nghị quyết số 155/NQ-HĐND về việc:
- Thành lập tổ dân phố Ba Đình trên cơ sở tổ dân phố Ba Đình 1 và tổ dân phố Ba Đình 2.
- Sáp nhập tổ dân phố Từ Liêm 3 vào tổ dân phố Từ Liêm 1.
- Sáp nhập tổ dân phố Chợ Thăng Long vào tổ dân phố Đông Anh 1.
- Sáp nhập tổ dân phố Đông Anh 4 vào tổ dân phố Đông Anh 2.
- Sáp nhập tổ dân phố Chi Lăng 1 vào tổ dân phố Bạch Đằng.
- Sáp nhập tổ dân phố Chi Lăng 2 vào tổ dân phố Đống Đa.
- Sáp nhập tổ dân phố Trưng Vương vào tổ dân phố Thăng Long.

## Kinh tế - xã hội
Thương mại: Thị trấn có chợ Thăng Long là nơi đáp ứng nhu cầu mua bán trao đổi hàng ngày của người dân thị trấn cũng như các xã lân cận.
Cơ sở hạ tầng: Thị trấn Nam Ban được thành phố Hà Nội đầu tư xây dựng khu văn hóa thể thao quy mô tại khu phố Ba Đình.
Giáo dục: Thị trấn có trường PTTH đủ để đào tạo 1.500 học sinh bậc THPT là trường PTTH Thăng Long – Lâm Hà và trường THCS Từ Liêm, 3 trường tiểu học: Nam Ban I, Nam Ban II, Từ Liêm cùng một số phân trường ở các thôn.

## Du lịch
Thị trấn Nam Ban, tuy không có nhiều thắng cảnh du lịch độc đáo như Đà Lạt, nhưng cũng có vài thắng cảnh khá nổi tiếng như: thác Voi, chùa Linh Ẩn. Hàng năm cũng thu hút một lượng khách du lịch đáng kể chủ yếu là khách du lịch nước ngoài ghé tham quan cũng như tìm hiểu bản sắc đa văn hóa ở đây và nghề dâu tằm vang bóng một thời.